# چاسکا (مینه‌سوتا)
چاسکا، مینه‌سوتا (به انگلیسی: Chaska, Minnesota) یک شهر در ایالات متحده آمریکا است که در مینه‌سوتا واقع شده‌است.

## خصوصیات
چاسکا ۴۶٫۰۲ کیلومترمربع مساحت و ۲۳٬۷۷۰ نفر جمعیت دارد و ۲۲۶ متر بالاتر از سطح دریا واقع شده‌است.